# Solsystemet
 Denne artikel omhandler Jordens solsystem. For andre betydninger af solsystem, se Planetsystemer.
Solsystemet består af Solen og de himmellegemer, som den binder til sig gennem sin gravitation. Solsystemet har sin oprindelse i et gravitationelt kollaps af en gigantisk gas- og støvsky for 4,6 milliarder år siden. Det blev dannet af en stor og meget kold gassky, der bestod af hydrogen og helium samt ganske små mængder af andre grundstoffer.
Rundt om Solen kredser en række objekter i en næsten flad, elliptisk skive. Med undtagelse af Solen finder man det meste af Solsystemets masse i de otte planeter med omløbsbaner, der næsten er cirkulære. De fire indre planeter er Merkur, Venus, Jorden og Mars, som kaldes klippeplaneter og de består hovedsageligt af sten og metal. De fire ydre planeter er Jupiter, Saturn, Uranus og Neptun, som kaldes gaskæmper og de består hovedsageligt af brint og helium. Disse planeter er meget tungere og større end klippeplaneterne.
Der findes to områder med småplaneter. Asteroidebæltet, som ligger mellem Mars og Jupiter, består af mindre stykker, som har visse ligheder med klippeplaneterne, da størstedelen består af sten og metal. Kuiperbæltet, som ligger udenfor Neptuns omløbsbane, består hovedsageligt af frossen vand, ammoniak og metan. I disse bælter findes der fem specielle objekter: Ceres, Pluto, Haumea, Makemake og Eris, som kaldes dværgplaneter, da de anses at være tilstrækkeligt store til at være blevet runde som en konsekvens af egen gravitation. På en afstand af 0,8-1,6 lysår fra Solen antager man, at der findes hvad man kalder Oortskyen, som formodes at være kilden til de langperiodiske kometer.
I Solsystemet findes der grupper af mindre stykker såsom kometer, kentaur-asteroider, interstellart medium som findes i dette område mens solvinden, plasma fra Solen, skaber en gasboble i det interstellare medium som også kaldes heliosfæren. Dette strækker sig ud til midten af det område, som kaldes spredningsskiven, et område i udkanten af Kuiperbæltet.
Seks af planeterne og fire af dværgplaneterne har naturlige satellitter eller måner i omløbsbaner rundt om sig. Alle de fire ydre planeter har en planetring bestående af is og grus rundt om sig. En enkelt af dværgplaneterne, Haumea, har ligeledes en planetring. De nærmeste stjerner er inden for den såkaldte Local Bubble, med den nærmeste Proxima Centauri på 4,25 lysår.

## Solsystemets opdagelse og udforskning
I en stor del af menneskehedens tidlige historie kendte kun et fåtal til Solsystemets eksistens, som vi kender det i dag. Den almindelige opfattelse var, at Jorden lå stationært i universets midte og var noget helt andet end de formodede guddommelige eller åndelige objekter, der bevægede sig på himlen. For eksempel spekulerede den indiske astronom, Aryabhata, og den græske filosof, Aristarchos, i det heliocentriske verdensbillede, hvilket vil sige, at de mente at Solen var i centrum, og Jorden bevægede sig rundt om solen. Men det var astronomen Nicolaus Kopernikus i 1500-tallet, der som den første kunne udvikle en matematisk model, som forudsagde de forskellige himmellegemers bevægelser i Solsystemet. I 1600-tallet kunne de berømte astronomer Galileo Galilei, Johannes Kepler og Isaac Newton bygge videre på Copernicus' model, hvilket efterhånden førte til almen accept af, at Jorden bevæger sig rundt om Solen, og at de andre planeter styres af de samme fysiske love, som også gælder for Jorden.
Forbedringer af de første primitive teleskoper medførte en acceleration af opdagelser af såvel større som mindre himmellegemer i Solsystemet, deriblandt planeterne Uranus og Neptun samt utallige asteroider. I nyere tid har bedre udstyr givet mulighed for mere detaljerede studier af Solsystemets himmellegemer, herunder deres overfladestrukturer, såsom bjerge, dale og nedslagskratere samt vejrfænomener som støvskyer, is-formationer og sandstorme.

## Solsystemets dannelse og udvikling
Der findes talrige teorier om solsystemets dannelse og udvikling med udgangspunkt i astronomi, fysik, geologi og planetologi. Med rumalderen blev menneskets forståelse heraf forfinet med billeder og effekter fra andre dele af solsystemet samtidig med, at kernefysikken gav det første indblik i de processer, som skabte stjernerne og ledte til de første teorier om deres dannelse og ødelæggelse. Ved hjælp af radiometrisk datering kan videnskaben estimere solsystemets alder til 4,6 milliarder år. Til sammenligning er de ældste sten på Jorden omkring 3,9 milliarder år gamle. Så gamle sten er sjældne, da Jordens overflade konstant ændres af erosion, vulkansk aktivitet og pladetektonik. For at beregne solsystemets alder er man nødt til at anvende meteoritter, som blev dannet under fortætningen af Solens nebula. De ældste meteoritter er beregnet til at være 4,6 milliarder år gamle, og derfor må solsystemet ligeledes være mindst 4,6 milliarder år gammelt. Oprindeligt troede man, at planeterne var dannet i eller nær ved de baner, hvor de nu befinder sig. Imidlertid er dette synspunkt ændret drastisk i slutningen af det 20. århundrede og starten af det 21.. Solsystemet så meget anderledes ud umiddelbart efter dannelsen med fem objekter af mindst en størrelse svarende til Merkur i det indre solsystem (i modsætning til de nuværende fire), med det ydre solsystem langt mere kompakt end nu og Kuiper-bæltet begyndende meget tættere på Solen end nu, et fænomen man betegner som orbitalmigration. Denne orbitalmigration hænger sammen med ”Det Store Bombardement” hvorunder kometer, asteroider og andre "snavsede snebolde", himmellegemer, der for 4,1 til 3,85 milliarder år siden bombarderede Jorden og de andre indre planeter og bidrog med det meste af Jordens hydrosfære. Det er stadig et helt åbent spørgsmål om det store bombardement har haft en direkte indflydelse på det aller-tidligste liv - for eksempel som at plante livet på Jorden eller som den aller-første masseudslettelse.

## Struktur
Det dominerende himmellegeme i Solsystemet er Solen, en hovedseriestjerne i spektralklasse G2, som indeholder 99,86% af Solsystemets totale kendte masse og har den dominerende gravitation. Jupiter og Saturns, de to største himmellegemer i bane rundt om Solen, står tilsammen for over 90% af Solsystemets resterende masse.
De fleste større objekter i en bane rundt om Solen ligger nær ekliptika. Planeterne ligger meget tæt på ekliptika mens kometer og objekter i Kuiperbæltet ofte har større vinkler til den.
Samtlige planeter og de fleste øvrige objekter i Solsystemet har en bane rundt om Solen som følger Solens rotation. Der findes dog undtagelser som eksempelvis Halleys komet.
Keplers love beskriver forskellige objekters omløbsbaner rundt om Solen. Ifølge disse bevæger alle objekter sig langs en ellipse med Solen i det ene brændpunkt (se himmelmekanik).
Objekter tæt på Solen (med kortere halv storakse) har kortere år end objekter længere væk. I en elliptisk omløbsbane varierer afstanden til Solen i løbet af objektets år. Det nærmeste punkt i forhold til Solen kaldes for perihel mens punktet længst borte kaldes aphel. Hvert objekt bevæger sig hurtigst ved perihel og langsomst ved aphel. Planeternes omløbsbaner er næsten cirkelrunde, mens mange kometer, asteroider og kuiperbælteobjekter følger mere eller mindre langstrakte elliptiske baner.
For at kunne illustrere Solsystemet i samme billede vises planeternes baner ofte med lige stor afstand fra hinanden. I virkeligheden øges afstanden jo længere ud i Solsystemet man bevæger sig. Som eksempel befinder Venus sig cirka 0,33 au fra Merkur, mens Saturn befinder sig 4,3 au længere ude end Jupiter og Neptuns 10,5 au fra Uranus. Man har forsøgt at finde en sammenhæng mellem disse afstande (Bodes lov), men ingen model er blevet accepteret.
De fleste planeter i Solsystemet har egne systemer med måner, for kæmpeplaneterne kan det minde om miniature solsystemer. Visse af månerne er næsten lige store eller til og med større end den mindste planet Merkur. De fleste befinder sig i en såkaldt bunden rotation, hvor den ene side af månen hele tiden er vendt mod planeten. Jordens måne er et eksempel på dette. De fire største planeter har endda planetringe som mest består af små finkornede partikler som bevæger sig rundt om planeten.

### Terminologi
Uformelt inddeles Solsystemet sommetider i separate områder. Det indre solsystem omfatter de fire klippeplaneter og asteroidebæltet. Det ydre solsystem ligger uden for asteroidebæltet, med de fire gaskæmper. Siden opdagelsen af Kuiperbæltet anses de yderste dele, uden for Neptun, som et selvstændigt område (de trans-neptunske objekter).
Klassificeringen af objekter som kredser om Solen er: planeter, dværgplaneter, småplaneter og kometer. En planet er et himmellegeme som kredser omkring Solen og har tilstrækkelig masse til at blive en kugle samt rense sin omløbsbane for mindre objekter. Gennem denne definition har Solsystemet otte kendte planeter: Merkur, Venus, Jorden, Mars, Jupiter, Saturn, Uranus og Neptun. Pluto lever ikke op til denne definition da den ikke har renset det omgivende Kuiperbælte for andre mindre himmellegemer. En dværgplanet er et himmellegeme i omløbsbane rundt om Solen som er stor nok til blive kugleformet gennem sin egen gravitation men som ikke har renset sine omgivelser for planetesimaler og ikke er en satellit. Gennem denne definition har Solsystemet fem kendte dværgplaneter: Ceres, Pluto, Haumea, Makemake og Eris. Andre objekter som kan blive klassificeret som dværgplaneter er Sedna, Orcus, og Quaoar. Dværgplaneter med omløbsbaner længere ude end Neptuns kaldes for "plutoider". Øvrige objekter i omløbsbane kaldes småplaneter eller kometer.
I den planetære astronomi anvendes termerne gas, is og sten/klippe for at betegne de forskellige typer af materiale som findes i Solsystemet. Sten/klippe anvendes for at beskrive materiale med højt smeltepunkt (højere end 500 K), såsom silikater. Sådant materiale er dominerende i det indre solsystem blandt klippeplaneterne og asteroiderne. Med gas menes materiale med lavt smeltepunkt, som for eksempel brint, helium og ædelgas. Disse materialer dominerer mellemregionen hvor Jupiter og Saturn mest består af sådant materie. Med is mener man vand, metan, ammoniak og kuldioxid som har smeltepunkter på op til nogle få hundrede grader kelvin. De fleste af gaskæmperne, satellitterne, planeterne Uranus og Neptun samt det store antal mindre objekter som findes udenfor Neptuns omløbsbane består mest af sådant stof. Med betegnelsen flygtigt stof menes materiale med et lavt smeltepunkt (mindre end nogle hundrede grader Kelvin), inklusive både gas og is som i forskellige former kan findes flere steder i Solsystemet.

## Solen
Solen er stjernen i Solsystemet, og det er rundt om den de øvrige dele af Solsystemet kredser. Dens store masse på 332.830 jordmasser giver dens kerne en densitet, som er høj nok til at opretholde fusion. Fusionen afgiver enorme mængder energi til rummet gennem elektromagnetisk stråling, såsom synligt lys.
99.87% af Solsystemets masse findes i Solen, 0.1% i Jupiter og 0.03% i Saturn. Disse tre tal giver tilsammen 100.00% - så alle de andre planeter og andre objekter bidrager tilsammen med mindre end en hundrededel af en procent til Solsystemets samlede masse.
Solen klassificeres som en type G2 gul dværg. Den er dog relativt stor og lysstærk, og Solen er større end 85 procent af stjernerne i Mælkevejen.
Gennem klassificering i det såkaldte Hertzsprung-Russell-diagram, en graf som viser lysstyrken af stjerners overfladetemperatur, fremgår det, at Solen ligger præcis i midten af den såkaldte hovedserie. Stjerner, som er varmere og mere lysstærke, er usædvanlige, mens køligere og lyssvage er mere almindelige.
At Solen befinder sig i midten af den såkaldte hovedserie betyder, at den er en stjerne, der endnu ikke har opbrugt det forråd af brint, som anvendes ved fusion. Tidligere i sin historie lyste den med 70 procent af den styrke den har i dag.
Solen er en metal-rig (population I-stjerne) og er således en "ung" stjerne. Derfor indeholder den flere bestanddele, som er tungere end brint og helium ("metaller" i astronomisk sprogbrug) end ældre population II stjerner.
De bestanddele, som er tungere end brint og helium, blev til i kernen af ældgamle eksploderede stjerner, så den første generation af stjerner måtte dø, inden universet kunne beriges med disse atomer. De ældste stjerner indeholder få metaller, mens nyere stjerne har flere. Det høje metalindhold (metalliciteten) menes at have været afgørende for, at Solen har udviklet et planetsystem, da planeter formes gennem akkretion af metaller.

### Interstellart medium
Sammen med lys stråler der også en kontinuerlig strøm af ladede partikler (plasma) som kaldes solvinden. Denne strøm af partikler spredes ud fra Solen med en hastighed på cirka 1,5 millioner kilometer i timen, hvilket skaber en tung atmosfære (heliosfæren) der gennemtrænger Solsystemet op til mindst 100 au (se Heliopause). Dette er kendt som det interstellare medium. Geomagnetiske storme på Solens overflade, som eksempel soludbrud og koronaudkastninger, forstyrrer heliosfæren og skaber rumvejret.
Den største struktur i heliosfæren er det interplanetariske magnetfelt, der har spiralform som følge af den påvirkning, Solens roterende magnetfelt har på det interplanetariske medie.
Jordens magnetfelt forhindrer dens atmosfære i at forsvinde på grund af solvinden. Venus og Mars har intet magnetfelt og solvinden får deres atmosfærer til gradvist at forsvinde ud i rummet. Når de ladede partikler fra Solen fanges af jordens magnetfelt, accelereres de, og når partiklerne i solvinden kolliderer med partikler i jordens atmosfære vises det som polarlys. Eftersom accelerationen mest sker i visse områder af magnetosfæren optræder polarlyset hovedsageligt i ringformede områder rundt om Jordens to magnetiske poler.
Kosmisk stråling har sit udspring udenfor Solsystemet. Heliosfæren beskytter delvis Solsystemet, og planeternes magnetfelt giver også en vis beskyttelse. Mængden af kosmisk stråling og styrken af Solens magnetfelt varierer på meget lange tidsskalaer, men variationens størrelse er uvis.
I det interplanetariske medie findes mindst to skiveformede områder med kosmisk støv. Den første, den interplanetariske støvsky, ligger i den indre del af Solsystemet og er årsag til Zodiakallyset på stjernehimmelen, når Solens stråler reflekteres af støvet. Støvskyen blev sandsynligvis dannet ved kollisioner i asteroidebæltet og de nærliggende planeter. De andre områder med støv strækker sig fra omkring 10 au op til omkring 40 au og er sandsynligvis skabt af lignende kollisioner i Kuiperbæltet.

## Det indre solsystem
Det indre solsystem er den traditionelle benævnelse for den region som består af klippeplaneterne og asteroiderne. Objekter i det indre solsystem ligger meget tæt på Solen og består mest af silikater og metaller. Radius af hele regionen er mindre end afstanden mellem Jupiter og Saturn.

### De indre planeter
De fire indre planeter, kaldet klippeplaneterne, har høj densitet med en sammensætning som domineres af sten- materiale, få eller ingen måner og ingen ringsystemer. De består mest af mineraler med en højt smeltepunkt, som eksempel silikater som dominerer planeternes skorper og kappe, og metaller som jern og nikkel, der findes i deres kerner. Tre af de fire indre planeter (Venus, Jorden og Mars) har en betydende atmosfære og samtlige har en rig og varierende geologi med nedslagskratere og vulkaner.

#### Merkur
Merkur (0,4 au) er den planet som ligger tættest på Solen, og er den mindste planet (0,055 jordmasser). Merkur har ingen måne og dens eneste kendte geologiske struktur foruden nedslagskratere er klipper og dale som sandsynligvis blev dannet i dens tidlige historie. Merkurs næsten ubetydelige atmosfære består af atomer som spredes dertil fra Solen af solvinden. Den relativt store jernkerne og tynde kappe kan ikke forklares, hypotesen er at de ydre lag forsvandt fra planeten efter en enorm kollision med et andet planetarisk objekt.
Temperatur: -180° C til 349° C. Rotationstid: 58,65 timer. Omløbstid om Solen: 88 (jorddøgn).

#### Venus
Venus (0,7 au) har næsten samme størrelse som Jorden (0,815 jordmasser). Venus er på mange måder som Jorden da den har en tyk silikatkappe, en jernkerne, en betydende atmosfære og geologisk aktivitet. Men der findes også store forskelle; Venus er mere tør end Jorden og dens atmosfære er næsten 90 gange tættere. Venus har ingen måne og er den varmeste planet i Solsystemet med en overfladetemperatur på over 400 °C. Den høje temperatur skyldes mængden af drivhusgasser, mest kuldioxid, i atmosfæren. Der findes ingen definitive beviser på at Venus stadig er geologisk aktiv, men den har intet magnetfelt som skulle forhindre at atmosfæren skulle forsvinde ud i rummet. Dette skulle kunne betyde at atmosfæren regelbundet fortykkes af vulkanudbrud.
Temperatur: 465° C. Rotationstid: 243 jorddøgn. Omløbstid om Solen: 224,7 jorddøgn.

#### Jorden
Jorden (1 au) er den største og mest kompakte af de indre planeter. Jorden er den eneste af planeterne, hvor det kan konstateres den har geologisk aktivitet og er den eneste planet som har liv. Dens flydende hydrosfære er unik for klippeplaneter og Jorden er også den eneste planet hvor pladetektonik er observeret. Jordens atmosfære adskiller sig markant fra de andre planeter eftersom tilstedeværelsen af levende organismer har forandret atmosfæren til at indeholde 21 procent ilt. Månen er Jordens eneste naturlige satellit og den eneste større måne knyttet til en klippeplanet i Solsystemet.
Temperatur: -89° C til 57,7° C. Rotationstid: 23 timer og 56 minutter. Omløbstid om Solen: 365 dage og 5 timer (et år).

#### Mars
Mars' afstand til Solen veksler mellem 207 og 249 mio. km, med en gennemsnitsafstand på 1,5 au (228 mio. km) Diameteren er lidt over halvdelen af Jordens, mens massen kun er 0,107 jordmasser. Det giver en tyngdekraft på 38 % af Jordens. Mars har en tynd atmosfære der primært består af kuldioxid. Dens overflade er fyldt med vulkaner (som eksempel Olympus Mons) og dybe kløfter (som eksempelvis Valles Marineris), der viser at geologisk aktivitet har foregået nyligt (2 mio. år). En stor del af overfladen har et tykt lag rødt støv som blandt andet indeholder meget jern hvilket giver Mars den røde farve. Mars har to små måner (Phobos og Deimos), som menes at være asteroider, som er indfanget af Mars' gravitation.
Overfladetemperaturer: -140° C til 20° C. Rotationstid: 24 timer og 37 min (1 sol; mars-døgn). Omløbstid om Solen: 687 (jorddøgn).

### Asteroidebæltet
Asteroider er mindre himmellegemer som består af ikke flygtigt stof såsom sten og metaller (en: Refractory (planetary science)) .
Medlemmerne af asteroidebæltet ligger i omløbsbaner mellem Mars og Jupiter, fra 2,3 til 3,3 au, fra Solen. De menes at være rester fra den tid Solsystemet blev dannet. Påvirkning fra Jupiters gravitation har gjort at materialet i bæltet aldrig har kunnet samles og blive til en planet.
Asteroider kan være fra hundrede kilometer i diameter til at have mikroskopisk størrelse. Alle asteroider er klassificerede som småplaneter, kun Ceres har status som dværgplanet. Vesta og Hygieia kan dog blive klassificeret som dværgplaneter hvis man kan påvise at de har opnået hydrostatisk ligevægt, det vil sige at deres form (tæt på kugleform) er et resultat af småplanetens egen gravitation.
Asteroidebæltet indeholder millioner af objekter med en størrelse på over en kilometer i diameter. På trods af det så er den totale masse sandsynligvis kun en brøkdel af Jordens. Bæltet har, trods det store antal objekter, meget tomt rum. Rumsonder passerer gennem bæltet jævnligt uden at sammenstød er sket. Himmellegemer med en størrelse på mellem 10-4 til 10 meter kaldes meteoroider.

#### Ceres
Ceres (2,77 au) er det største himmellegeme i asteroidebæltet. Den har en diameter på lige under 1000 km, hvilket anses som tilstrækkelig stor til at dens egen gravitation kan give den kugleform, hvilket gør den til en dværgplanet. Massen af Ceres udgør omtrent en tredjedel af den samlede masse i asteroidebæltet. Da Ceres blev opdaget i 1800-tallet betragtedes den først som en almindelig planet. Den blev omklassificeret til asteroide i 1850 da flere nye asteroider blev opdaget. I 2006 blev den klassificeret som dværgplanet.

## Det ydre solsystem
Den ydre region i Solsystemet er hjemsted for gaskæmperne og deres satellitter er sommetider lige så store som de mindre planeter. Mange kortperiodiske kometer og Kentaur-asteroiderne har deres omløbsbaner her. De faste objekter her består ofte af et større andel flygtigt materiale (såsom vand, ammoniak, metan) end hvad de stenrige medlemmer i det indre solsystem gør.

### De ydre planeter
De fire ydre planeter, eller gaskæmperne, udgør 99 procent af al den masse, som findes i omløbsbane rundt om Solen. Jupiter og Saturn består mest af brint og helium, mens Uranus og Neptun har en større andel is. Det er blevet foreslået, at de to sidstnævnte skulle tilhøre en kategori, der skulle hedde "iskæmper", men dette er endnu ikke en alment accepteret definition. Alle fire har ringe, men det er kun Saturns ringe som er nemme at observere fra Jorden.

#### Jupiter
Jupiter (5,2 au) har, med sine 318 jordmasser, 2,5 gange så meget masse som alle de andre planeter tilsammen. Jupiter består hovedsageligt af brint og helium. Jupiters høje indre varme skaber et antal halv-permanente indslag i dens turbulente atmosfære som eksempel den Store Røde Plet. Jupiter har 63 kendte måner. De fire største, Ganymede, Callisto, Io, og Europa, har en stor lighed med klippeplaneterne, som eksempel vulkansk aktivitet og en varm kerne. Ganymede, den største af Solsystemets måner, er større end Merkur.
Temperatur: -150° C. Rotationstid: 10 timer. Omløbstid om Solen: 12 år.

#### Saturn
Saturn (9,5 au) karakteriseres af dens udbredte ringsystem men har flere ligheder med Jupiter såsom atmosfærens sammensætning og dens magnetosfære. Selvom Saturn har 60 procent af Jupiters volumen så er den med 95 jordmasser mindre end én tredjedel af Jupiters masse. Hvilket gør Saturn til den planet i Solsystemet med mindst densitet. Saturn har 62 kendte måner (og tre som endnu er ubekræftede). To af månerne: Titan og Enceladus viser tegn på geologisk aktivitet, selvom de mest består af is. Titan er større end Merkur og er den eneste måne i Solsystemet med en betydende atmosfære.
Temperatur: -170° C. Rotationstid: 10 timer. Omløbstid om Solen: 30 år.

#### Uranus
Uranus (19,6 au) er med sine 14 jordmasser den letteste af de ydre planeter. Ulig de andre gaskæmperne så kredser den rundt om Solen liggende på siden så dens aksehældning er over 90 grader mod ekliptika. Den har en meget koldere kerne end de øvrige gaskæmper og giver meget lidt varmestråling fra sig. Uranus har 27 kendte måner hvoraf Titania, Oberon, Umbriel, Ariel og Miranda er de største.
Temperatur: -200° C. Rotationstid: 16 timer. Omløbstid om Solen: 84 år.

#### Neptun
Trods at Neptun (30 au) er noget mindre end Uranus vejer den mere med sine 17 jordmasser og har derfor markant højere densitet. Den giver også mere stråling fra sig, dog ikke så meget som Saturn og Jupiter. Neptun har 13 kendte måner. Den største, Triton, er geologisk aktiv med gejsere med flydende kvælstof. Triton er den eneste større måne med en retrograd omløbsbane. Neptun har følgeskab af et antal småplaneter i samme omløbsbane, de såkaldte trojanske asteroider, i 1:1-baneresonans med planeten (en:Orbital resonance).
Temperatur: -210° C. Rotationstid: 18 timer. Omløbstid om Solen: 165 år.

#### Pluto
Dværgplaneten Pluto blev ved sin opdagelse i 1930 anset som en planet i solsystemet, men blev ved en afstemning i 2006 omklassificeret til en dværgplanet.
Inden opdagelsen af Pluto havde astronomer konstateret anomali i Neptuns omløbsbane, hvilket ville kunne forklares med eksistensen af en niende planet, "Planet X". Astronomen Percival Lowell begyndte i 1905 med at lede efter den niende planet udenfor Neptun, men nåede ikke at finde Pluto, inden han døde. 13 år efter hans død opdagede Clyde Tombaugh Pluto, der blev observeret i det område, som Clyde Tombaugh havde forudsagt.
Pluto har en stærkt excentrisk omløbsbane mellem 49,305 AU (aphelion) og 29,658 AU (perihelion). Plutos masse er blot 0,218 % af Jordens masse. Pluto har fem kendte måner, hvoraf Charon er den største.
Gennemsnitlige overfladetemperatur: 44°K (-229°C). Rotationstid: 6,387 timer. Omløbstid: ca. 248 år.

### Kometer
Kometer er mindre himmellegemer i Solsystemet, som regel kun få kilometer i diameter. De består mest af flygtig is. De har ofte kraftigt excentriske omløbsbaner med perihel ved de indre planeter og aphel udenfor Pluto. Når kometen når det indre af Solsystemet så gør nærheden til Solen at det tilisede ydre sublimerer hvilket giver den en koma, en lang hale af gas, støv og ioner som ofte er synlig med det blotte øje.
Kortperiodiske kometer har omløbstider på mindre en 200 år og menes at stamme fra Kuiperbæltet. Langperiodiske kometer har omløbstider på tusinder af år, som eksempel Hale-Bopp, menes at stamme fra Oorts kometsky. Mange grupper af kometer såsom Kreutz Sungrazers-gruppen er blevet dannet af et større objekt. Visse kometer med hyperbelske, ikke-periodiske, omløbsbaner kan være blevet dannet udenfor Solsystemet, men det er svært at bestemme deres eksakte omløbsbaner. Ældre kometer som har mistet det meste af deres flygtige materiale, på grund af at Solen har varmet dem op, bliver ofte kategoriseret som asteroider.

#### Kentaurer
Kentauerne er isrige, kometlignende himmellegemer med en halv storakse som er større en Jupiters (5,5 au) og mindre en Neptuns (30 au). Den største kendte centaur, 10199 Chariklo, har en diameter på omkring 250 km. Den første kentaur som blev opdaget, 2060 Chiron, har været klassificeret som en komet (95P/Chiron) eftersom den har en koma ligesom kometer når de er tættere på Solen. Deres omløbsbaner tager dem ofte tæt på de store planeter hvilket på længere sigt gør at deres omløbsbaner bliver ustabile og rykker sig nærmere Solen eller kastes ud af Solsystemet.

## Solsystemet i galaksen
Solsystemet befinder sig i galaksen Mælkevejen, en bjælkespiralgalakse med en diameter på cirka 100.000 lysår, som indeholder cirka 200 milliarder stjerner. Vores sol befinder sig i en af Mælkevejens ydre spiralarme, som kaldes for Orion-armen eller den lokale arm. Vi befinder os mellem 25.000 og 28.000 lysår fra galaksens centrum og bevæger os med en hastighed af cirka 220 kilometer per sekund, hvilket indebærer at det tager 225-250 millioner år at nå en omgang rundt i galaksen. Denne rotationstid kaldes for Solsystemets galaktiske år. Solapex, retningen af Solens bevægelse gennem det interstellare rum, er omtrent mod stjernebilledet Herkules og stjernen Vegas nuværende position.
Solsystemets position i galaksen har højst sandsynligt haft en afgørende påvirkning på livets udvikling på Jorden. Omløbsbanen er næsten cirkulær og har cirka samme hastighed som spiralarmene hvilket indebærer at vi meget sjældent passerer igennem dem. Eftersom tætheden af potentielt farlige supernovaer er betydeligt større i spiralarmene har dette givet jorden lange perioder af interstellar stabilitet hvor livet har kunnet udvikles. Solsystemet befinder sig også i sikker afstand fra de kaotiske regioner i galaksens midte hvor nærliggende stjerner ville kunne kaste kometer i Oortsskyen mod de indre dele af Solsystemet, og i værste fald kunne flytte planeterne fra deres baner. Den intensive stråling i denne region ville også kunne indvirke negativt på udviklingen af komplekst liv. Til og med i Solsystemets nuværende position har man spekuleret i, at nylige supernovaer kan have påvirket livet negativt under de seneste 35.000 år ved at slynge dele af stjerner mod Solen i form af radioaktivt stof og større kometlignende himmellegemer.